# Dframe Framework
Dframe Framework – framework, napisany w języku PHP do tworzenia stron, bazujących na Wzorcu projektowym Model-View-Controller.
Kod źródłowy dostępny jest w serwisie GitHub, na licencji MIT.

## Wymagania Dframe
Podstawowa wersja Dframe wymaga wersji PHP wyższej lub równej 7.1. Dodatkowe komponenty mogą jednak wymagać dodatkowych bibliotek PHP, takich jak PDO czy mbstring.

## Oficjalne komponenty
- Database – PDO wrapper, biblioteka do obsługi bazy danych[5];
- MyMail – pozwala na prostą obsługę maili, system oparty na PHPMailerze[6];
- FileStorage – system obsługi plików, obrazków wraz ze stylistą do obróbki zdjęcia[7].